# Oblast d'Arkhangelsk
Pour les articles homonymes, voir Arkhangelsk (homonymie).
L'oblast d'Arkhangelsk (russe : Арха́нгельская о́бласть, Arkhanguelskaïa oblast), communément appelé Pomorié (en russe : Помо́рье), d'après les Pomors, est un sujet de la fédération de Russie en tant qu'oblast. Sa capitale est la ville portuaire d'Arkhangelsk, qui lui a donné son nom. La seule langue officielle est le russe, et les dialectes septentrionaux y sont parlés. Rosstat attribue à la région le code 11, et son code d'immatriculation est le 29. L'oblast fait partie du district fédéral du nord-ouest, dans le nord de celui-ci.
La région est limitrophe au nord de la mer Blanche, à l'ouest de la république de Carélie, au sud de l'oblast de Vologda. Au sud-est, elle borde l'oblast de Kirov, et à l'est la république des Komis. Au nord-est, elle est limitrophe de la Nénétsie, un sujet sous la juridiction de l'oblast d'Arkhangelsk. Enfin, elle est baignée au nord par la mer Blanche. En mer de Barents, elle possède l'archipel  François-Joseph tandis qu'en mer de Kara elle dispose de la Nouvelle-Zemble.

## Géographie

### Situation
L'oblast d'Arkhangelsk est un des 89 sujets de la fédération de Russie, situé dans la région culturelle et naturelle du Nord russe. Il fait partie du district fédéral du Nord-Ouest, en Russie européenne. Son territoire s'étend sur une superficie totale de 589 913 km2 (dont Nénétsie), soit 3,4 % de la superficie du pays. Il est le 7e plus grand sujet en incluant la Nénétsie. Sa superficie est plus grande que des pays comme la France et l'Espagne, et il est le plus grand sujet fédéral du pays et la plus grande province d'Europe.
Il borde au nord la mer Blanche, est limitrophe à l'ouest de la république de Carélie, au sud de l'oblast de Vologda. Au sud-est, il borde l'oblast de Kirov, et à l'est la république des Komis. Au nord-est, il est limitrophe de la Nénétsie, un district autonome de l'oblast d'Arkhangelsk, mais qui a néanmoins le statut de sujet fédéral.

L'oblast est baigné par la mer Blanche, la mer de Barents et la mer de Kara. Il possède plusieurs archipels et îles, parmi lesquels la terre François-Joseph (en mer de Barents) ainsi que la Nouvelle-Zemble (en mer de Kara). Le district autonome de Nénétsie bénéficie de deux dépendances insulaires, l'île Vaïgatch, située en mer de Kara, et l'île Kolgouïev en mer de Barents. Les îles Solovki, situées en mer Blanche, sont administrées directement par l'oblast d'Arkhangelsk,.

Paysages de l'oblast :
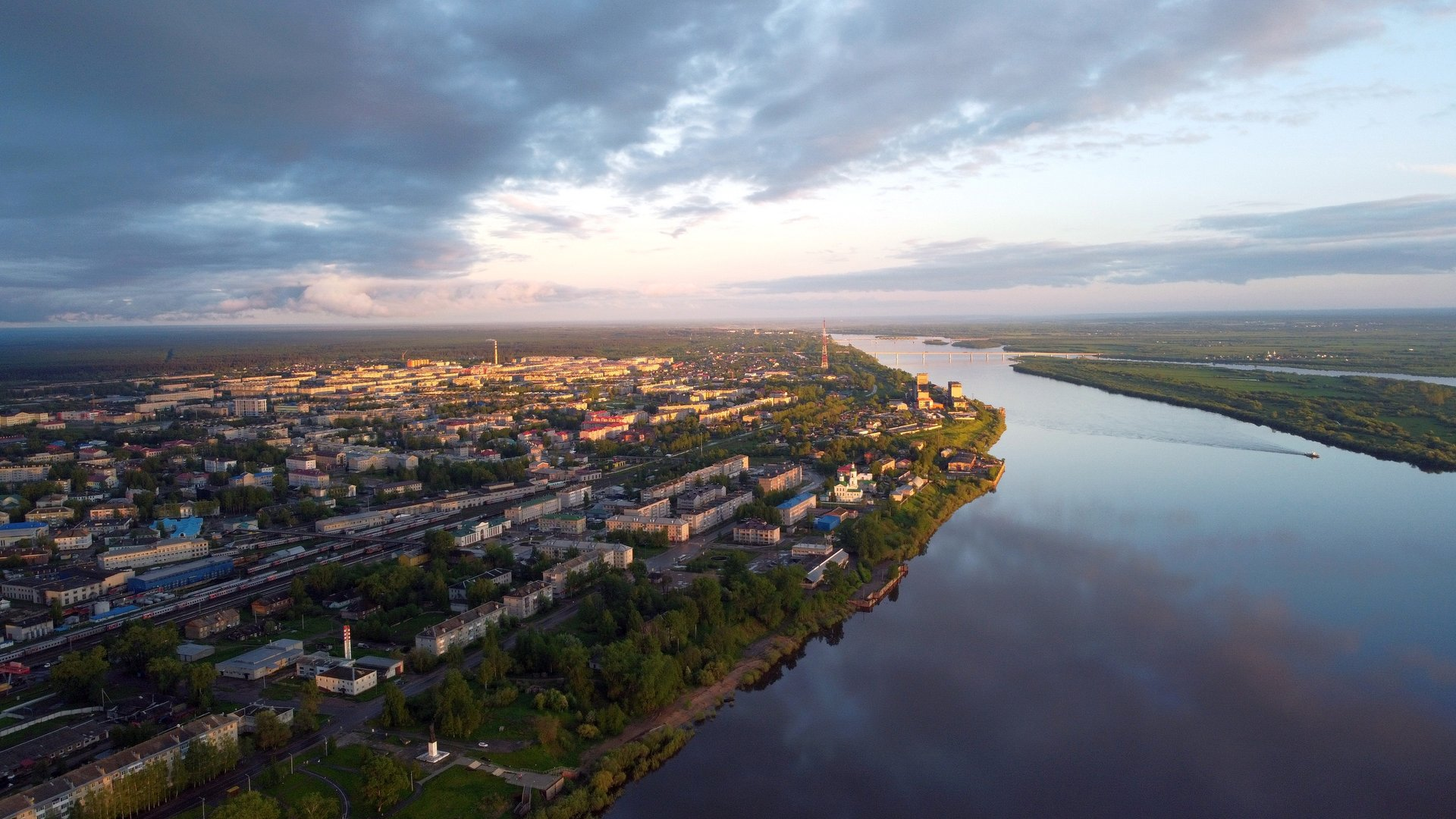
Kotlas et la Dvina septentrionale.
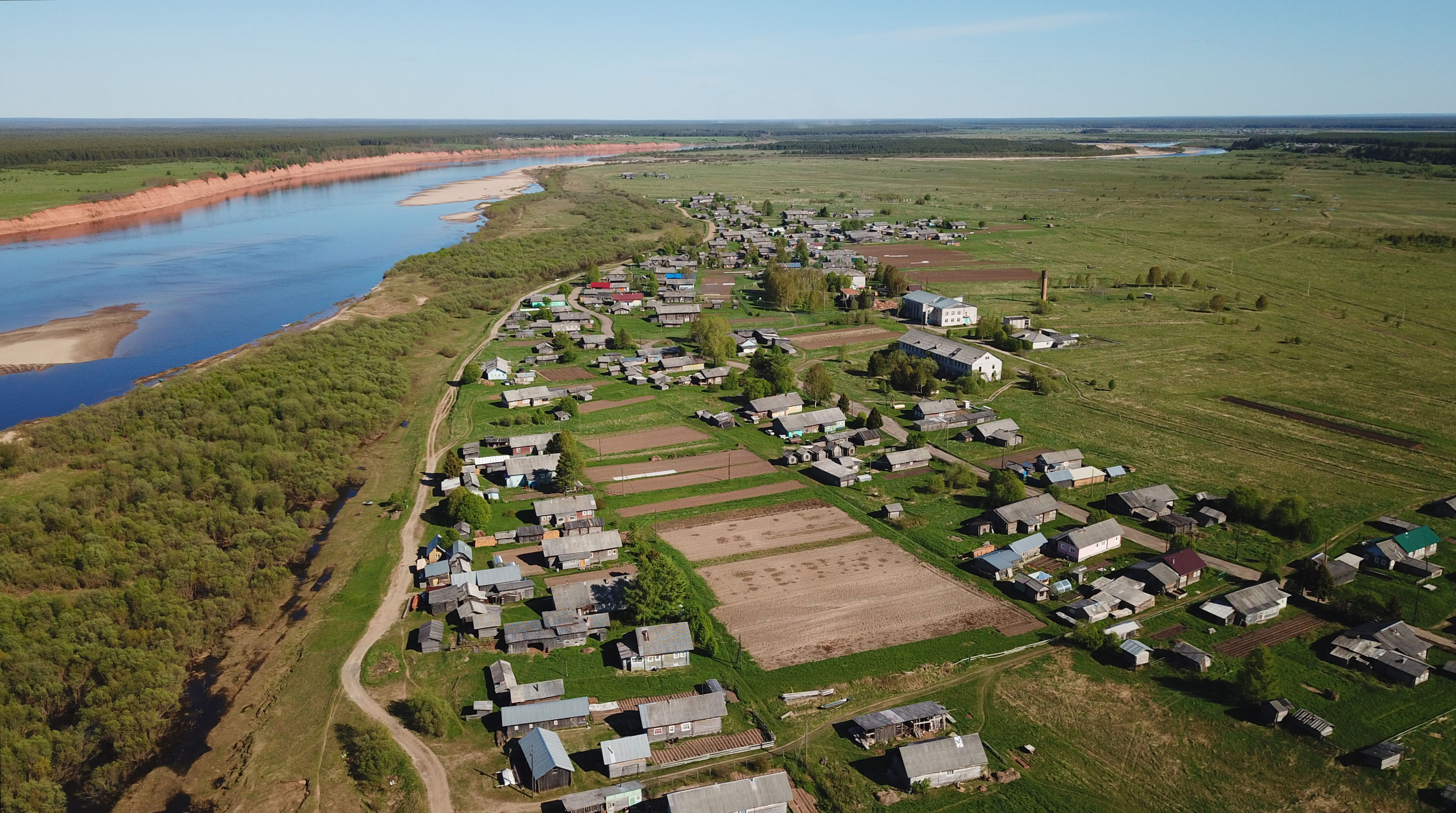
La Pinega à Kevrola dans le raïon de Pinega.
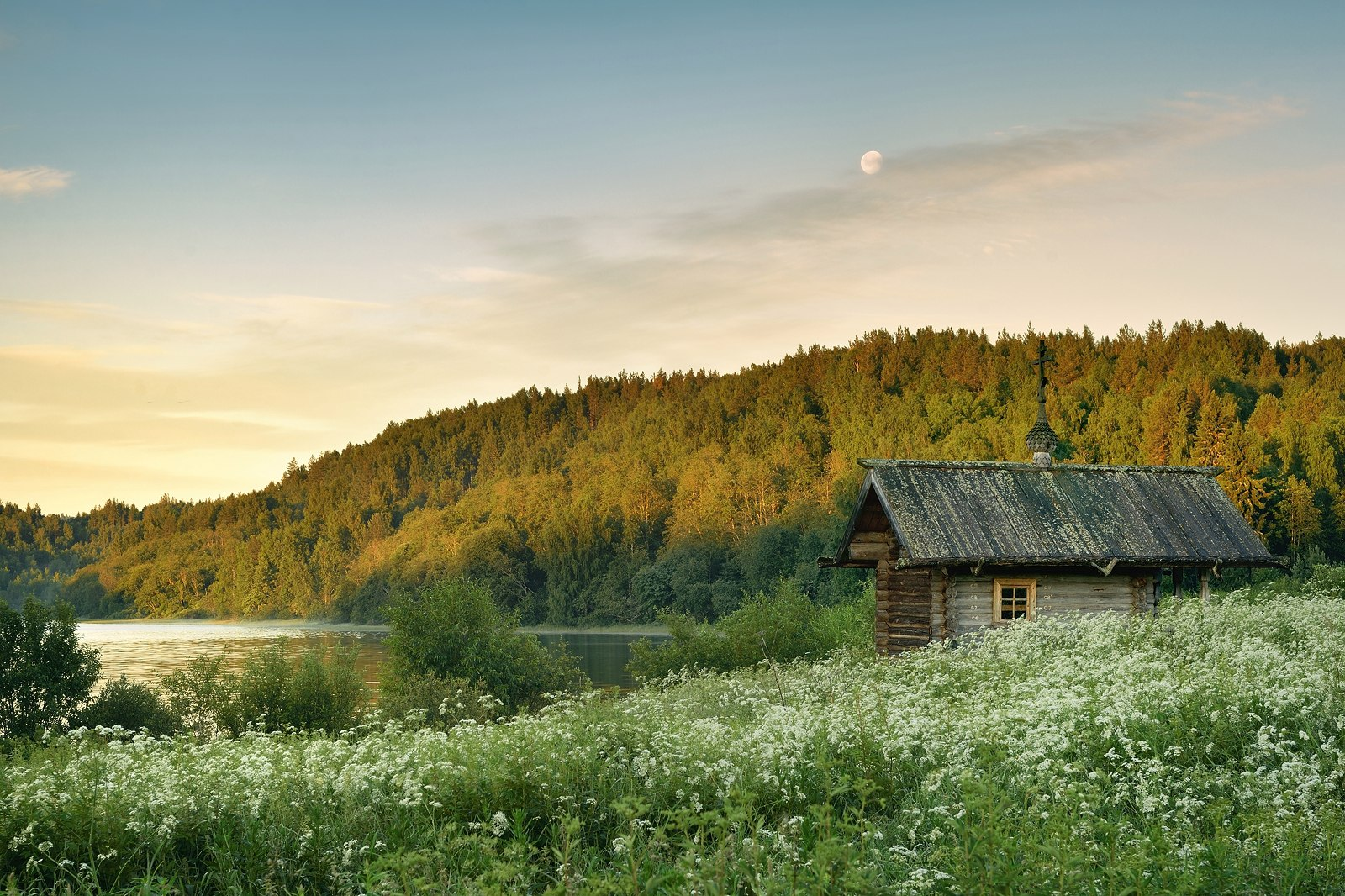
Crique dans le parc national de Kenozero.
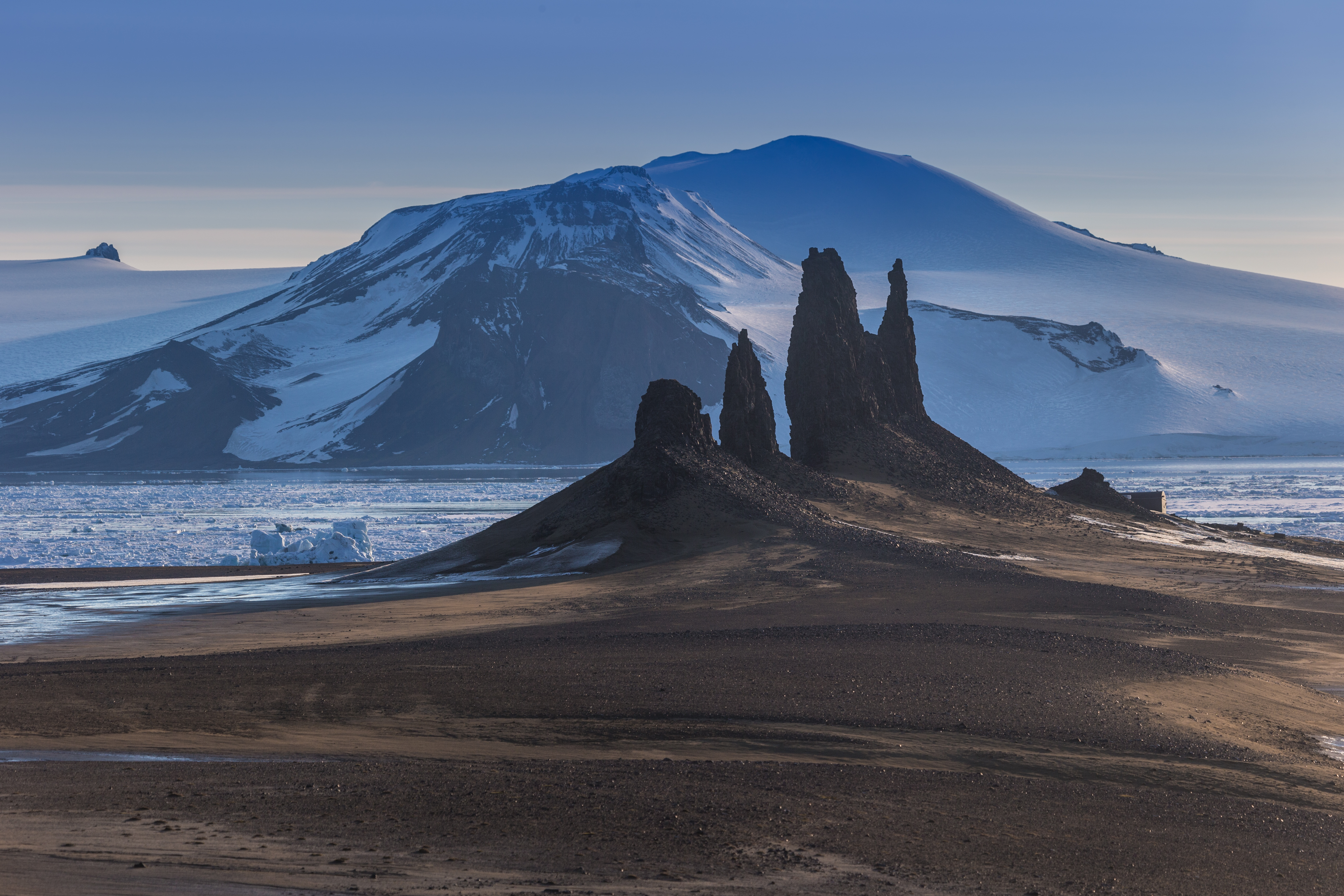
Cap Gemini sur l'île Heiss, Terre François-Joseph.

### Hydrographie
La région se caractérise par un réseau hydrologique dense qui irrigue l'ensemble de son territoire. À l'exception de la rivière Ileksa appartenant au bassin de la Baltique, tous les cours d'eau appartiennent au bassin de l'océan Arctique. Plus de 70 000 cours d'eau irriguent la région, et les quatre plus grands fleuves sont la Dvina septentrionale, l'Onega, la Petchora et le Mezen.

### Climat
L'oblast d'Arkhangelsk, en raison de son étendue, se situe dans trois zones climatiques, avec le climat arctique, le climat subarctique et le climat continental selon un zonage latitudinale. Le climat de la région est influencé par les mers de l'océan Arctique, qui entraînent une humidité importante.

### Topographie et géologie
Les grottes de la Pinega sont âgées de plusieurs centaines de millions d'années. Ces grottes formées dans le roches karstiques n'ont toujours pas été complètement explorée, et chaque année de nouvelles galeries sont découvertes.

### Îles et archipels
- Île Vaïgatch ;
- Île Victoria;
- Archipel François-Joseph;
- Île de Ki;
- Île Kolgouïev;
- Île Morjovets;
- Île Moudioug;
- Nouvelle-Zemble;
- Îles Solovki.

### Voies de communication et transports

#### Routier

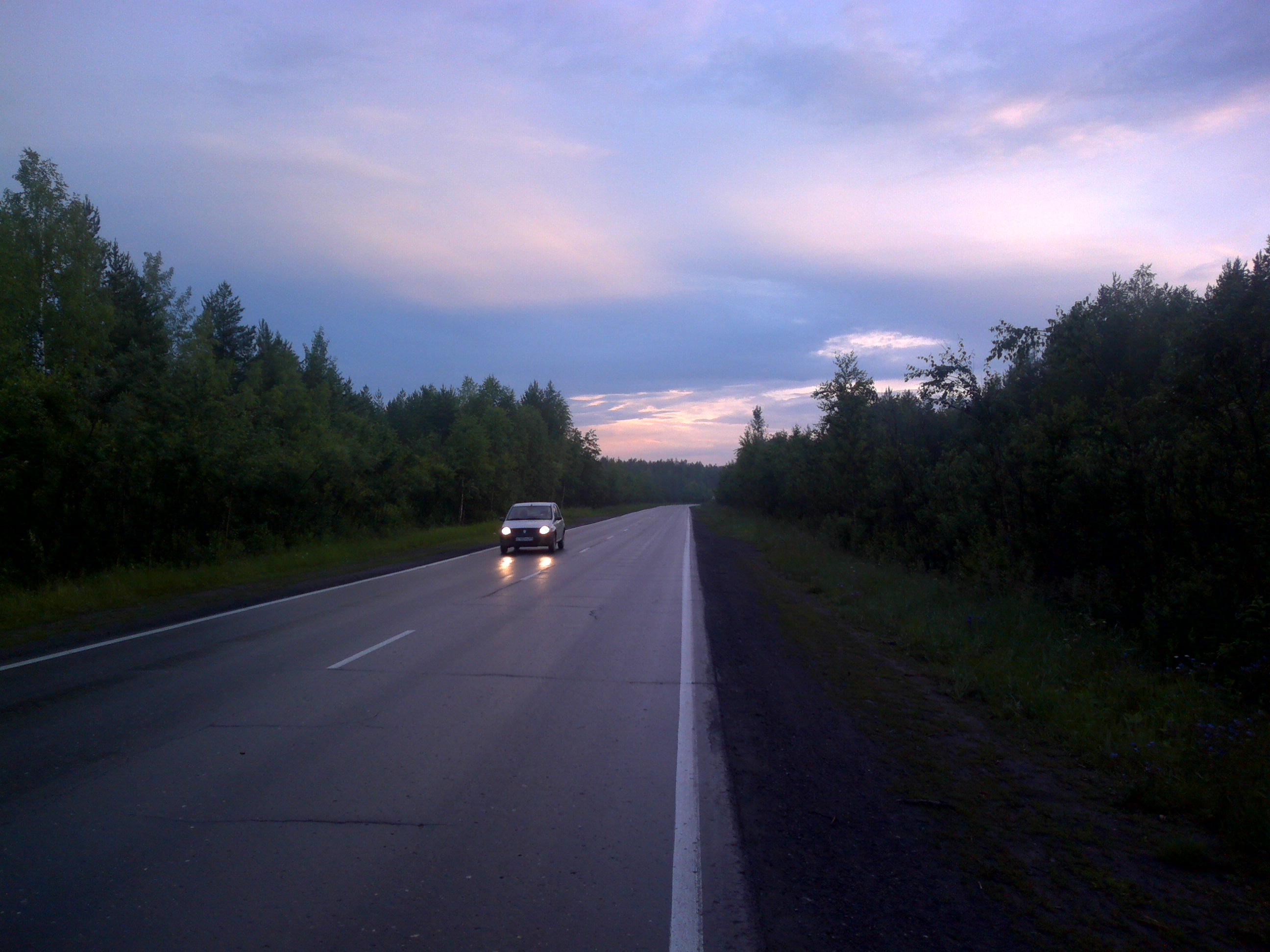
Route fédérale A123 dans le raïon de Kotlas.

Le réseau routier de l'oblast d'Arkhangelsk est encore sous-développé par rapport au territoire. Fin 2022, selon Rosstat, la longueur totale des voies publiques dans l'oblast s'élevait à 20 202,9 km, dont 1 213,5 km de routes d'importance fédérale, 7 311,9 km de routes d'importance régionale et 11 677,5 km de routes d'importance locale. La région présente une densité de routes plus faibles que la moyenne nationale, avec en 2020 seulement 11,4 km pour 1000 km2. Les routes en revêtement dur  ne desservent pas l'ensemble de l'oblast, certains territoires ne pouvant être atteint que par les routes d'hiver. Un autre problème se pose avec le manque de revêtements sur une grande partie des routes, pouvant mettre à mal la circulation et l'accessibilité.
Le principal axe routier est la route fédérale M8  « Kholmogory » qui mène de Moscou par Iaroslavl et Vologda aux villes portuaires d'Arkhangelsk et Severodvinsk sur la mer Blanche. La route traverse la région du nord au sud en son centre sur 535 km. Principal axe routier de l'oblast, la région la mieux desservie de l'oblast est celle entourant la route, même si cela n'inclut que 22 % de l'oblast.

#### Aérien
L'oblast a deux grands aéroports : l'aéroport international de Talagi (Arkhangelsk) (code IATA - ARH, le code OACI - ULAA ) et l'aéroport de Narian-Mar. L'aéroport de Kotlas, qui avait été fermé en 2013, est à nouveau accessible par des vols depuis Arkhangelsk et Syktyvkar. D'autres aéroports desservent des vols régionaux, tels que l'aéroport de Vaskovo à Arkhangelsk, l'aéroport des îles Solovetski, l'aéroport de Lechoukonskoïe et celui de Mezen.

#### Fluvial
L'oblast d'Arkhangelsk bénéficie d'un système hydrologique étendue, assurant une navigation fluviale importante. La longueur totale des voies navigables est de 3 800 kilomètres. La Dvina septentrionale et ses affluents en sont la partie la plus importante, mais il existe aussi les bassins du fleuve Onega et du fleuve Mezen. Les ports maritimes et fluviaux sont : Arkhangelsk, Onega, Mezen, Kotlas (port fluvial). Les ferries sont souvent utilisés pour traverser les rivières face aux manques de pont. Cependant pendant la fonte et la formation des glaces, il n'est pas toujours possible de traverser, ce qui pose des défis significatifs pour accéder à certaines localités.

#### Ferroviaire

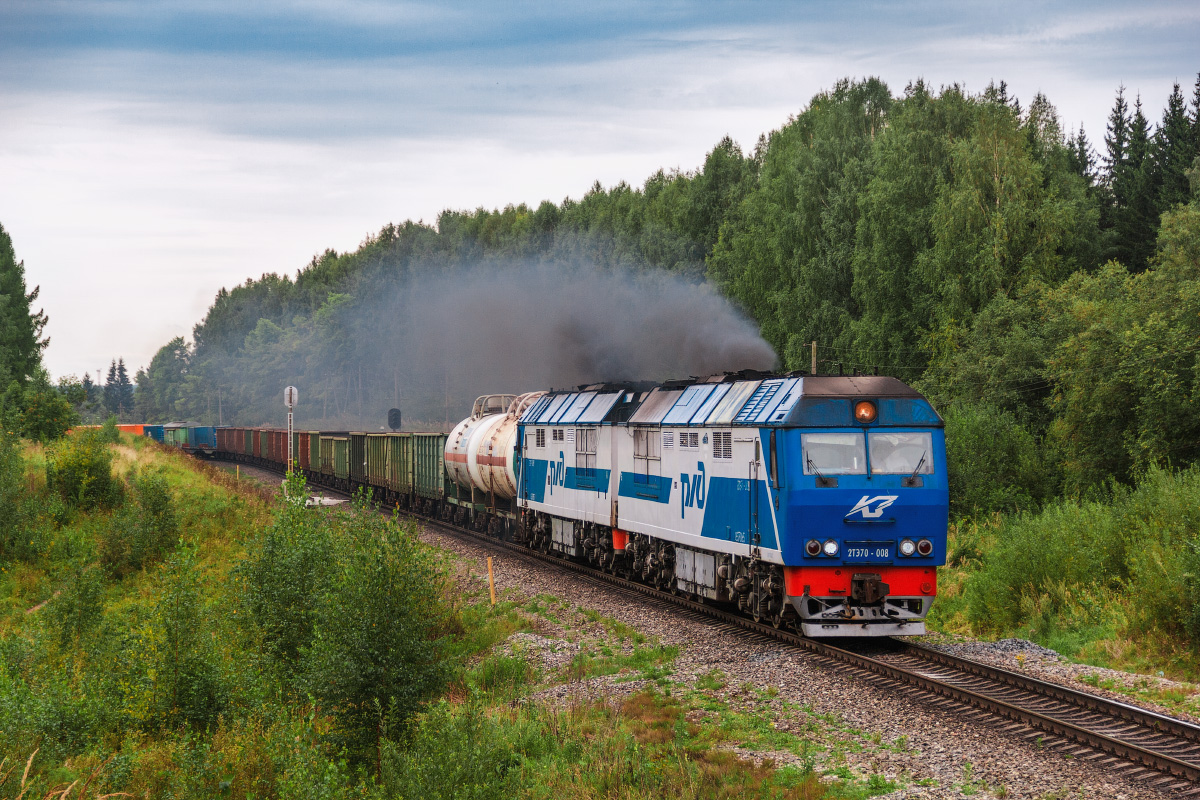
Locomotive 2TE70-008 avec un train de marchandises, sur la ligne Vaga-Velsk en périphérie de Velsk.

L'oblast d'Arkhangelsk dispose d'un transport ferroviaire de voyageurs et de marchandises sous-développé. Fin 2022, selon Rosstat, l'oblast comptait 1 766,7 km de voies ferrées, avec une densité du réseau ferré de 3 km pour 1000 km2. La ligne principale du réseau est la voie ferrée du nord, qui relie Arkhangelsk à Vologda et plus au sud vers Moscou, en traversant la partie occidentale de la région du nord au sud. La ligne est la dorsale du réseau de l'oblast, avec des lignes ferroviaires qui partent dans d'autres directons depuis celles-ci, telles que vers Vorkouta et Belomorsk. Un projet ferroviaire vise à étendre la ligne ferroviaire Arkhangelsk — Karpogory vers Vendinga dans la république des Komis. Toutefois, une grande partie de la région reste inaccessible par le réseau ferroviaire.
Les autres liaisons ferrées importantes de la région sont également :
- la Section Konocha - Kotlas, de la voie ferrée fédérale Vorkouta - Ukhta - Syktyvkar - Kotlas - Vologda - Iaroslavl - Moscou
- la Section Kotlas - Kirov, des voies ferrées régionales Ukhta - Syktyvkar - Kotlas - Kirov et Arkhangelsk - Kotlas - Kirov
- la Section Obozersky - Belomorsk donnant accès à Mourmansk et Arkhangelsk.
- La ligne Arkhangelsk - Karpogory

## Histoire
L'oblast d'Arkhangelsk a été formé en 1937.

## Politique et administration

### Tendances politiques
| Scrutin | 1er tour | 1er tour | 1er tour | 1er tour | 1er tour | 1er tour | 1er tour | 1er tour | 1er tour | 1er tour | 1er tour | 1er tour | 2d tour                  | 2d tour                  | 2d tour                  | 2d tour                  | 2d tour                  | 2d tour                  | 2d tour                  | 2d tour                  |
| Scrutin | 1er      | 1er      | %        | 2e       | 2e       | %        | 3e       | 3e       | %        | 4e       | 4e       | %        | 1er                      | %                        | 2e                       | %                        | 3e                       | %                        | 4e                       | %                        |
| --- | -------- | -------- | -------- | -------- | -------- | -------- | -------- | -------- | -------- | -------- | -------- | -------- | ------------------------ | ------------------------ | ------------------------ | ------------------------ | ------------------------ | ------------------------ | ------------------------ | ------------------------ |
| Présidentielle 2012 |          | ER       | 57.97    |          | KPRF     | 15.94    |          | SE       | 10.45    |          | LDPR     | 8.90     | Victoire au premier tour | Victoire au premier tour | Victoire au premier tour | Victoire au premier tour | Victoire au premier tour | Victoire au premier tour | Victoire au premier tour | Victoire au premier tour |
| Gouvernorale 2015 |          | ER       | 53,25    |          | LDPR     | 19,22    |          | KPRF     | 11,59    |          | SRZP     | 10,92    | Victoire au premier tour | Victoire au premier tour | Victoire au premier tour | Victoire au premier tour | Victoire au premier tour | Victoire au premier tour | Victoire au premier tour | Victoire au premier tour |
| Présidentielle 2018 |          | ER       | 75.27    |          | KPRF     | 9.59     |          | LDPR     | 8.67     |          | GRANI    | 1.96     | Victoire au premier tour | Victoire au premier tour | Victoire au premier tour | Victoire au premier tour | Victoire au premier tour | Victoire au premier tour | Victoire au premier tour | Victoire au premier tour |
| Législative régionale 2018 |          | ER       | 31,59    |          | LDPR     | 23,45    |          | KPRF     | 18,82    |          | SRZP     | 15,06    | Tour unique              | Tour unique              | Tour unique              | Tour unique              | Tour unique              | Tour unique              | Tour unique              | Tour unique              |
| Gouvernorale 2020 |          | ER       | 69,63    |          | SRZP     | 16,92    |          | LDPR     | 6,76     |          | KPRF     | 2,13     | Victoire au premier tour | Victoire au premier tour | Victoire au premier tour | Victoire au premier tour | Victoire au premier tour | Victoire au premier tour | Victoire au premier tour | Victoire au premier tour |
| Législative 2021 |          | ER       | 32,21    |          | KPRF     | 18,70    |          | LDPR     | 12,92    |          | SRZP     | 11,17    | Tour unique              | Tour unique              | Tour unique              | Tour unique              | Tour unique              | Tour unique              | Tour unique              | Tour unique              |
| Législative régionale 2023 |          | ER       | 50,18    |          | LDPR     | 14,88    |          | KPRF     | 10,92    |          | SRZP     | 8,99     | Victoire au premier tour | Victoire au premier tour | Victoire au premier tour | Victoire au premier tour | Victoire au premier tour | Victoire au premier tour | Victoire au premier tour | Victoire au premier tour |
| Présidentielle 2024 |          | ER       | 79.25    |          | NL       | 7,60     |          | LDPR     | 5,93     |          | KPRF     | 5,31     | Victoire au premier tour | Victoire au premier tour | Victoire au premier tour | Victoire au premier tour | Victoire au premier tour | Victoire au premier tour | Victoire au premier tour | Victoire au premier tour |
| Ces chiffres de la Commission électorale centrale sont donnés à titre indicatif. Les élections ne sont pas considérées comme libres, pluralistes et justes en Russie,. |          |          |          |          |          |          |          |          |          |          |          |          |                          |                          |                          |                          |                          |                          |                          |                          |

### Subdivisions
L'oblast, est selon ses lois et sa charte, divisé en, :
- 21 raïons
- 7 villes d'importance régionale
- Territoires insulaires : Archipel François-Joseph et l'île Victoria
- 238 selsoviets

L'oblast d'Arkhangelsk comprend le district autonome de Nénétsie, bien qu'elle soit un sujet fédéral de Russie.
| N°                        | Entités                   | Nom russe                 | Population (2021)         | Centre administratif      |
| Villes / Okrougs urbaines | Villes / Okrougs urbaines | Villes / Okrougs urbaines | Villes / Okrougs urbaines | Villes / Okrougs urbaines |
| ------------------------- | ------------------------- | ------------------------- | ------------------------- | ------------------------- |
| 1                         | Arkhangelsk               | Архангельск               | 306021                    | Arkhangelsk               |
| 2                         | Koriajma                  | Коряжма                   | 34523                     | Koriajma                  |
| 3                         | Kotlas                    | Котлас                    | 67010                     | Kotlas                    |
| 4                         | Mirny                     | Мирный                    | 27262                     | Mirny                     |
| 5                         | Novodvinsk                | Новодвинск                | 33294                     | Novodvinsk                |
| 6                         | Onega                     | Онега                     | 16947                     | Onega                     |
| 7                         | Severodvinsk              | Северодвинск              | 157925                    | Severodvinsk              |
| Raïons                    |                           |                           |                           |                           |
| 1                         | Raïon de Velsk            | Вельский район            | 46047                     | Velsk                     |
| 2                         | Raïon de Verkhniaïa Toïma | Верхнетоемский район      | 11944                     | Verkhniaïa Toïma          |
| 3                         | Raïon de Vilegodsk        | Вилегодский район         | 9121                      | Ilinsko-Podomskoïe        |
| 4                         | Raïon de Vinogradov       | Виноградовский район      | 13065                     | Bereznik                  |
| 5                         | Raïon de Kargopol         | Каргопольский район       | 15119                     | Kargopol                  |
| 6                         | Raïon de Konocha          | Коношский район           | 18693                     | Konocha                   |
| 7                         | Raïon de Kotlas           | Котласский район          | 17281                     | Kotlas                    |
| 8                         | Raïon de Krasnoborsk      | Красноборский район       | 10683                     | Krasnoborsk               |
| 9                         | Raïon de Lena             | Ленский район             | 10231                     | Iarensk                   |
| 10                        | Raïon de Lechoukonskoïe   | Лешуконский район         | 5523                      | Lechoukonskoïe            |
| 11                        | Raïon de Mezen            | Мезенский район           | 7466                      | Mezen                     |
| 12                        | Nouvelle-Zemble           | Новая Земля               | 2302                      | Belouchia Gouba           |
| 13                        | Raïon de Niandoma         | Няндомский район          | 23467                     | Niandoma                  |
| 14                        | Raïon d'Onega             | Онежский район            | 7975                      | Onega                     |
| 15                        | Raïon de Pinega           | Пинежский район           | 18583                     | Karpogory                 |
| 16                        | Raïon de Plessetsk        | Плесецкий район           | 34910                     | Plessetsk                 |
| 17                        | Raïon du Littoral         | Приморский район          | 27991                     | Arkhangelsk               |
| 18                        | Raïon de Solovetski       | Соловецкий район          | 808                       | Solovetski                |
| 19                        | Raïon de l'Oustia         | Устьянский район          | 24370                     | Oktiabrski                |
| 20                        | Raïon de Kholmogory       | Холмогорский район        | 19259                     | Kholmogory                |
| 21                        | Raïon de Chenkoursk       | Шенкурский район          | 11053                     | Chenkoursk                |

## Population et société

### Démographie
| 1959      | 1970      | 1979      | 1989      | 2002      | 2010      | 2016      | 2022      |
| --------- | --------- | --------- | --------- | --------- | --------- | --------- | --------- |
| 1 267 186 | 1 401 289 | 1 467 069 | 1 570 256 | 1 336 539 | 1 227 626 | 1 174 078 | 1 016 030 |

La population de l'oblast sans le district autonome de Nénétsie s'élevait à 1 130 240 habitants au recensement de 2016. Sa densité de population était de 2,74 hab./km2 (en tenant compte de la superficie de 413 103 km2 de l'oblast seule).

### Recensements détaillés
| Année | Population de l'oblast d'Arkhangelsk | Population d'Arkhangelsk    | Population urbaine d'Arkhangelsk | Population rurale d'Arkhangelsk | Population Nenetse | Population de Narian-Mar | Population Nenetse rurale |
| ----- | ------------------------------------ | --------------------------- | -------------------------------- | ------------------------------- | ------------------ | ------------------------ | ------------------------- |
| 1959  | 1 267 186                            | 272 650                     | 680 654                          | 586 532                         | 36 881             | 21 897                   | 20 061                    |
| 1970  | 1 401 289                            | 376 782                     | 920 743                          | 480 546                         | 39 119             | 16 864                   | 17 739                    |
| 1979  | 1 467 069                            | 385 028                     | 1 057 818                        | 409 251                         | 47 001             | 23 435                   | 19 345                    |
| 1989  | 1 570 256                            | 424 728 (dont 8 807 ruraux) | 1 152 480                        | 417 776                         | 54 840             | 28 854                   | 20 491                    |
| 2002  | 1 336 539                            | 362 327 (dont 6 276 ruraux) | 999 591                          | 336 948                         | 41 546             | 25 592                   | 15 304                    |
| 2010  | 1 227 626                            | 355 781 (dont 6 998 ruraux) | 928 973                          | 298 653                         | 42 090             | 21 658                   | 13 551                    |

### Pyramide des âges
La pyramide des âges de l'oblast, Nénétsie exclue des chiffres, est similaire à celle du pays. La différence de l'espérance de vie entre hommes et femmes, caractéristique de la démographie russe, s'illustre aussi dans l'oblast. Selon le recensement de 2021, le taux de personnes d'un âge inférieur à 30 ans s'élève à 30,26 % et le taux de personnes d'un âge supérieur à 60 ans s'élève à (25,63 %). En 2021, l'oblast, Nénétsie exclue, comptait 452 289 hommes pour 526 584 femmes, soit un taux de 53,79 % de femmes(52,81 %). *
La structure de la population par groupe d'âge, Nénétsie exclue, selon le recensement de 2021 est la suivante :
- Population pas encore en âge de travailler : 173 580 personnes, soit 17,73 % de la population ;
- Population en âge de travailler : 539 419 personnes, soit 55,11 % de la population ;
- Population ayant dépassé l'âge de travailler : 265 874 personnes, soit 27,16 % de la population.

| Hommes | Classe d’âge | Femmes |
| ------ | ------------ | ------ |
| 0,54   | 85 et +      | 2,04   |
| 2,47   | 75-84        | 6      |
| 16,7   | 60-74        | 22,67  |
| 20,47  | 45-59        | 20,11  |
| 25,70  | 30-44        | 22,23  |
| 15,67  | 15-29        | 11,84  |
| 18,45  | 0-14         | 15,11  |

### Fécondité
| Année | Fécondité | Fécondité urbaine | Fécondité rurale |
| ----- | --------- | ----------------- | ---------------- |
| 1990  | 2,00      | 1,80              | 2,71             |
| 1991  | 1,81      | 1,60              | 2,57             |
| 1992  | 1,59      | 1,40              | 2,27             |
| 1993  | 1,39      | 1,23              | 1,96             |
| 1994  | 1,41      | 1,29              | 1,84             |
| 1995  | 1,32      | 1,21              | 1,72             |
| 1996  | 1,28      | 1,19              | 1,63             |
| 1997  | 1,24      | 1,14              | 1,62             |
| 1998  | 1,28      | 1,19              | 1,68             |
| 1999  | 1,18      | 1,07              | 1,59             |
| 2000  | 1,21      | 1,11              | 1,65             |
| 2001  | 1,30      | 1,20              | 1,73             |
| 2002  | 1,38      | 1,27              | 1,89             |
| 2003  | 1,40      | 1,30              | 1,88             |
| 2004  | 1,41      | 1,30              | 1,90             |
| 2005  | 1,36      | 1,26              | 1,75             |
| 2006  | 1,37      | 1,24              | 1,89             |
| 2007  | 1,50      | 1,34              | 2,14             |
| 2008  | 1,53      | 1,36              | 2,22             |
| 2009  | 1,59      | 1,41              | 2,34             |
| 2010  | 1,63      | 1,45              | 2,45             |
| 2011  | 1,63      | 1,42              | 2,83             |
| 2012  | 1,76      | 1,51              | 3,47             |
| 2013  | 1,80      | 1,55              | 3,81             |
| 2014  | 1,84      | 1,54              | 4,27             |
| 2015  | 1,85      | 1,64              | 3,96             |
| 2016  | 1,83      | 1,60              | 4,47             |
| 2017  | 1,68      | 1,44              | 4,39             |
| 2018  | 1,58      | 1,36              | 4,68             |
| 2019  | 1,49      | 1,27              | 4,88             |

### Composition ethnique
| Groupe      | Recensement 2002 | Taux   | Recensement 2010 | Taux   |
| ----------- | ---------------- | ------ | ---------------- | ------ |
| Russes      | 1.258.938        | 94,19  | 1.148.821        | 93,58  |
| Ukrainiens  | 27.841           | 2,08   | 16.976           | 1,38   |
| Nénètses    | 8.326            | 0,62   | 8.020            | 0,65   |
| Biélorusses | 10.412           | 0,78   | 5.810            | 0,47   |
| Komis       | 5.745            | 0,43   | 4.583            | 0,37   |
| Azéris      | 3.034            | 0,23   | 2.605            | 0,21   |
| Tatars      | 3.283            | 0,25   | 2.335            | 0,19   |
| Tchouvaches | 1.874            | 0,14   | 1.357            | 0,11   |
| Arméniens   | 1.159            | 0,09   | 1.042            | 0,08   |
| Allemands   | 1.571            | 0,12   | 848              | 0,07   |
| Total       | 1.336.539        | 100,00 | 1.227.626        | 100,00 |

### Principales villes
| 1  | Arkhangelsk  | 301 199 |
| 2  | Severodvinsk | 157 213 |
| 3  | Kotlas       | 56 093  |
| 4  | Novodvinsk   | 33 294  |
| 5  | Koriajma     | 34 523  |
| 6  | Mirny        | 27 262  |
| 7  | Velsk        | 21 613  |
| 8  | Narian-Mar   | 23 399  |
| 9  | Niandoma     | 18 473  |
| 10 | Onega        | 16 947  |

### Religion

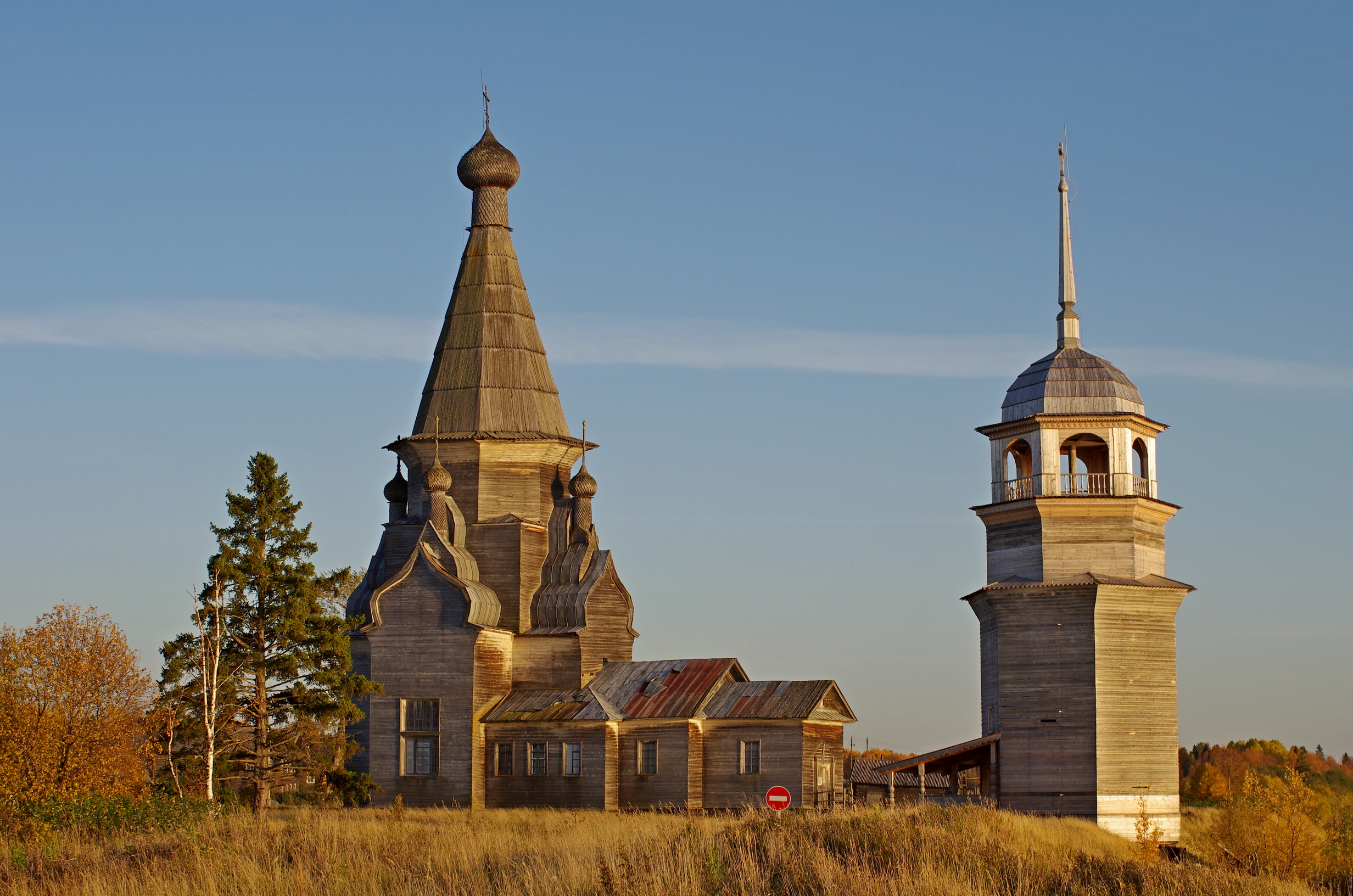
Une église à Piala, hameau dans le raïon d'Onega de oblast d'Arkhangelsk. Septembre 2020.

- Église de la Nativité-de-la-Vierge (Kargopol)
- Église de la Résurrection (Kargopol)
- Éparchie d'Arkhangelsk
- Éparchie de Plessetsk

## Environnement
La région est recouverte de forêt boréale, ou taïga, qui recouvre 22,3 millions d'hectares.
Les zones suivantes sont déclarées zones naturelles protégées. Elles sont classées en parcs nationaux, réserves naturelles) et zones fédérales protégées:
- Parc national de Kenozero;
- Parc national de l'Arctique russe;
- Parc national de Vodlozero [42];
- réserve naturelle de Pinejsk (en);
- Siysky Zakaznik (en).

## Économie

### Agriculture

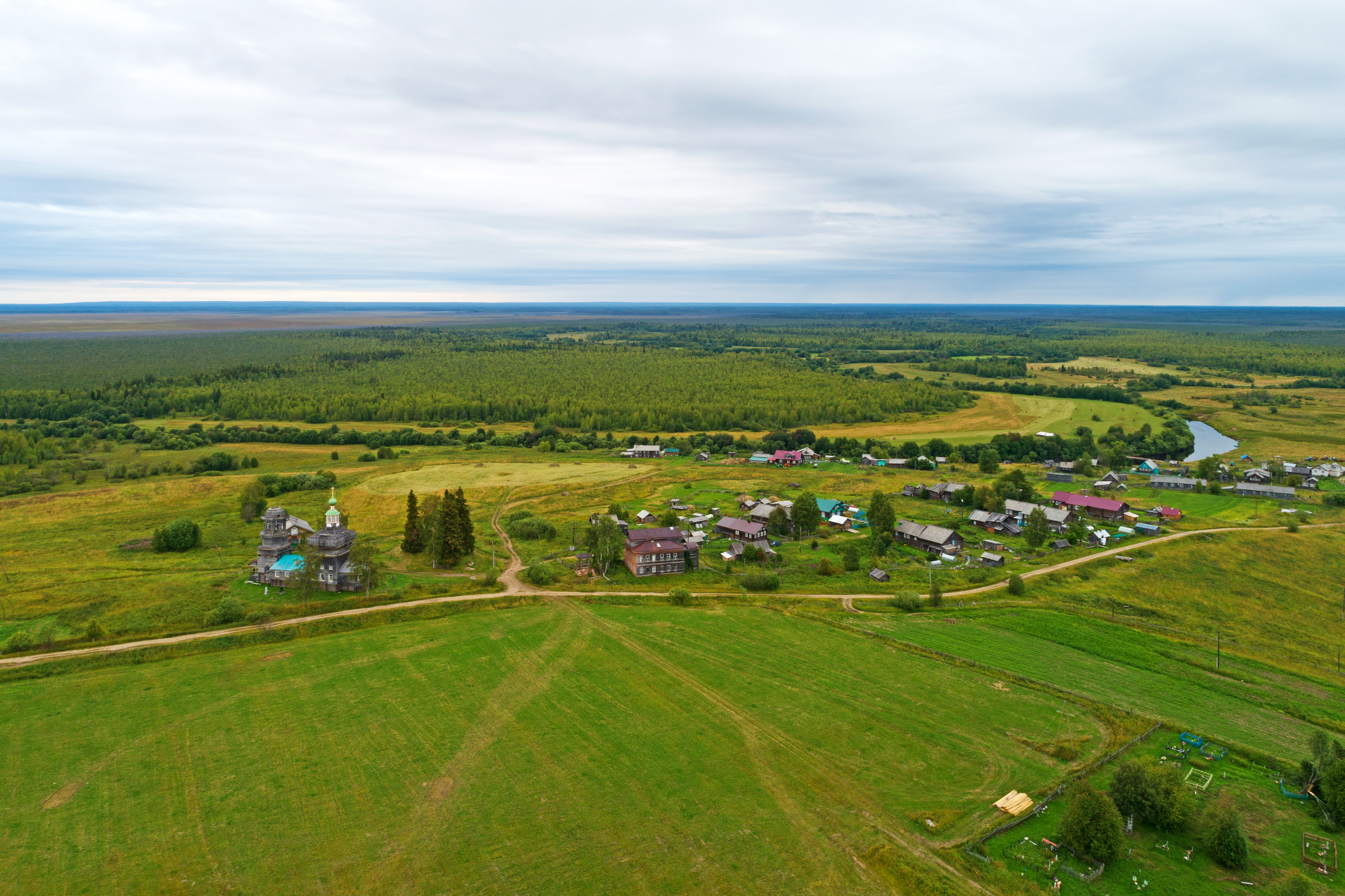
Champs à Pole.

La principale branche de l'élevage est l'élevage de bovins laitiers et de boucherie. C'est dans l'oblast d'Arkhangelsk que la race bovine très productive Kholmogory s'est développée et est la plus répandue. La région élève également des chèvres, des moutons, des porcs, des volailles et dans le nord de l'oblast des rennes. L'élevage d'animaux à fourrure est très répandu.
La superficie des terres pour le secteur agricole est d'environ 584 000 hectares. Les terres arables représentent 46 % des terres utilisées en agriculture. La région est située dans une zone agricole à risque. Les principales cultures sont les pommes de terre et les légumes. La production végétale est axée sur la satisfaction des besoins de la région ; les principales zones agricoles sont situées dans le sud de la région.
| Superficies ensemencées : | Superficies ensemencées : | Superficies ensemencées : | Superficies ensemencées : | Superficies ensemencées : | Superficies ensemencées : |
| année                     | 1959                      | 1990                      | 2000                      | 2005                      | 2015                      |
| ------------------------- | ------------------------- | ------------------------- | ------------------------- | ------------------------- | ------------------------- |
| Mille ha                  | 331                       | 295,1                     | 215,6                     | 134,5                     | 77,0                      |

### Industrie minière
La région est riche en de nombreuses matières premières, à l'image des ressources de pétrole et de gaz. Elle possède également des réserves d'ambre, d'agate de joaillerie, d'anhydrite, d'argile, de bauxite, de calcaire, de cuivre, de gypse, de plomb et de zinc. Le gisement de diamants est la seule province diamantaire d'Europe.

### Énergie
Début 2021, 10 centrales thermiques d'une capacité totale de 1 605 MW, ainsi que plus de 40 centrales diesel situées dans la zone d'approvisionnement énergétique décentralisée d'une capacité totale de plus de 40 MW, fonctionnaient à Arkhangelsk. En 2020, ils ont produit 6,3 milliards de kWh d'électricité,.

## Culture locale et patrimoine

### Patrimoine

#### Lieux et monuments
Au 1er janvier 2024, l'oblast d'Arkhangelsk possède, selon le décompte du ministère de la Culture de l'oblast, 2290 objets patrimoniaux culturels, dont 522 objets d'importance fédérale, 1 449 objets d'importance régionale, 2 objets d'importance locale (municipale) ainsi que 317 objets présentant les caractéristiques d'un objet patrimonial culturel, mais qui ne sont pas encore classés (« objets identifiés »). Deux villes de l'oblast, Kargopol et Solvytchegodsk, sont classées comme villes historiques d'importance fédérale de Russie.

#### Architecture

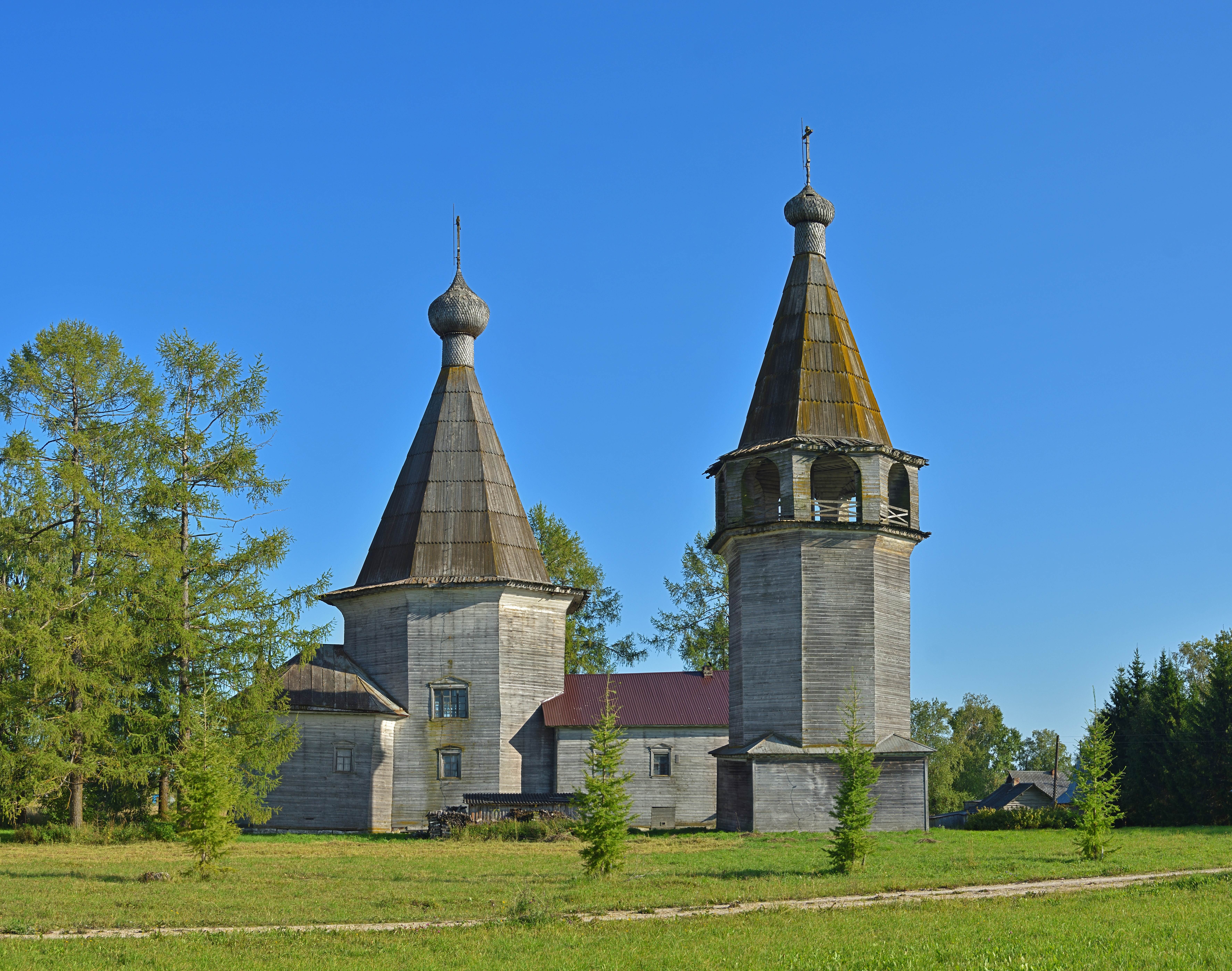
Église de l'Épiphanie d'Ochevenski Pogost.

L'oblast est réputé à juste titre pour son architecture en bois exceptionnelle du Nord russe. Pendant de nombreux siècles, le bois (mélèze, pin ou sapin) était le seul matérieu de construction disponible dans la région. L'architecture en bois régionale est caracétérisée par des éléments constructifs propres et des détails décoratifs. Contrairement à d'autres régions, le patrimoine a été largement conservé dans l'oblast. Les exemples les plus frappant de cette architecture se trouvent dans le parc national du Kenozero, classé en 2024 sous le nom de paysage culturel du lac Kenozero au patrimoine mondial de l'UNESCO.

#### Patrimoine religieux
Le monastère des Solovki est le plus grand monastère de l'oblast, sur l'archipel des îles Solovki en mer Blanche. Le monastère, fondé à la fin des années 1420, est depuis 1974 un musée-réserve fédéral, inscrit en 1992 au patrimoine mondial de l'UNESCO. Outre le monastère fortifié, les Solovki comprennent un ensemble d'églises, de chapelles, d'ermitages et d'autres édifices religieux.

#### Musées

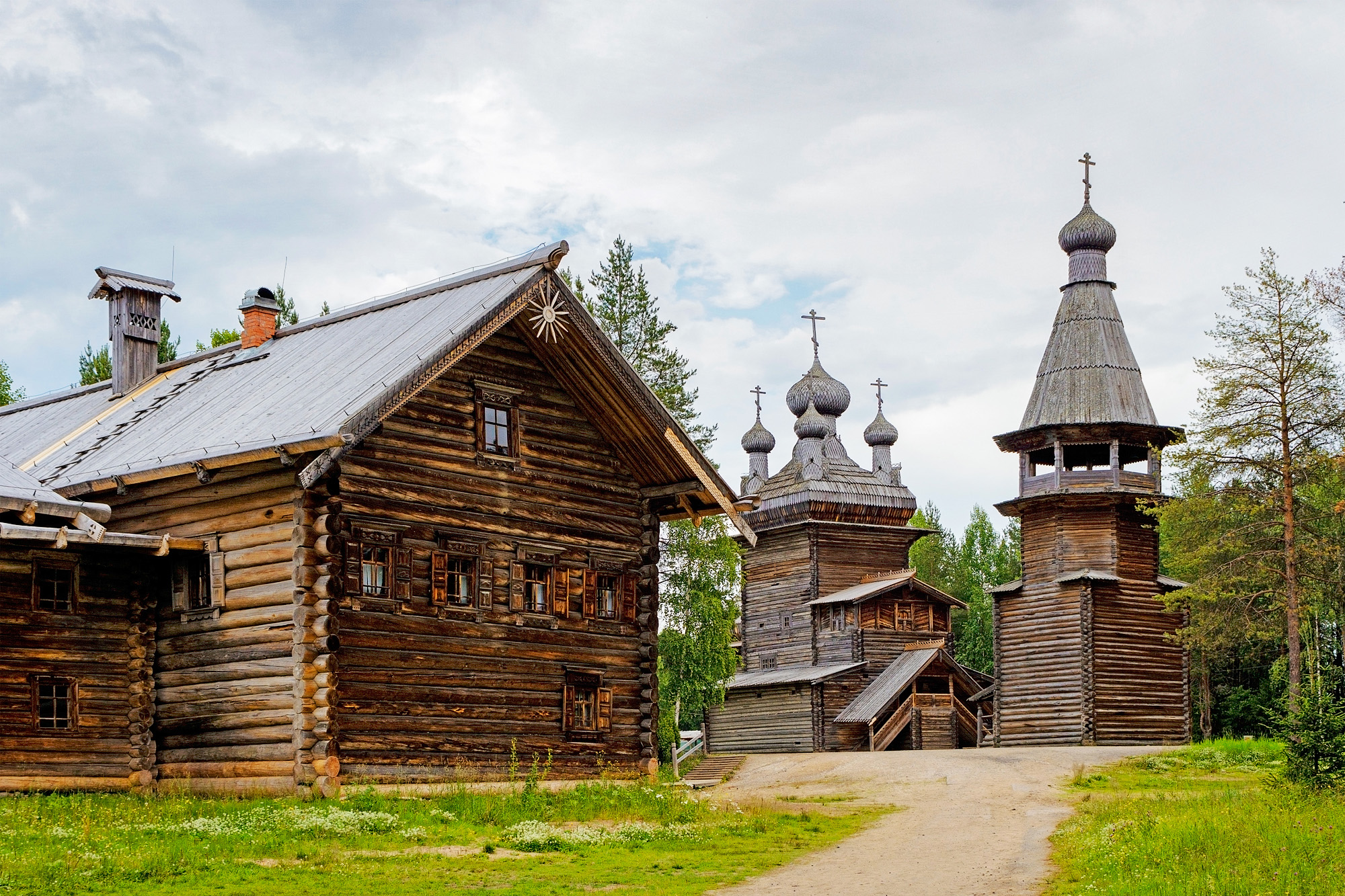
Édifices en bois à Malié Korely.

Un des musées principaux de l'oblast est le musée d'architecture en bois et d'art populaire de Malié Korely. Le musée en plein air est un parc de 140 hectares rassemblant 120 constructions d'architecture en bois russe déplacées depuis les hamaux de la région. Sur son territoire il accueille chaque année un ensemble de fêtes et festivals traditionnels.

### Traditions

#### Artisanat traditionnel
La région est traditionnellement nommée le Pomorié, nom découlant des Pomors, les habitants slaves de la région. Ils ont développé un artisanat réputé, qui comprenait l'extraction du sel, l'artisanat de mica et la pêche aux perles, mais aussi plus tard la scultupture sur os de Kholmogory, apparue au XVIIe siècle. Des boîtes, bureaux, coffrets, échecs, peignes, secrétaires et autres étaient fabriquées pour être vendus à travers la Russie. Cet art unique, apprécié de Pierre le Grand, a connu une renaissance au XXe siècle sous l'impulsion des autorités soviétiques. Les jouets d'argile de Kargopol remonte aux débuts de la poterie à Kargopol aux XIe – XIIIe siècles. La poterie était à l'origine faite pour fabriquer de la vaiselle, mais les restes étaient utilisés piur en faire des jouets. Ces jouets représentent des oiseaux, des figures féminins et le Polkan, un demi-cheval mythique, entre autres.